# Inhalační inzulin
Inhalační inzulin (někdy psán jako inhalační inzulín) je nová metoda aplikace inzulinu při léčbě diabetu. Myšlenka inhalace inzulinu je téměř stejně stará jako objev inzulinu. Avšak technologický pokrok umožnil praktickou výrobu inhalačního inzulinu až dnes. Inhalační inzulin byl vyvinut americkou firmou Pfizer, schválen vládní organizací FDA a k léčení diabetiků byl tento medikament uvolněn teprve v září roku 2006 pod obchodní značkou EXUBERA. Avšak kvůli špatným ziskům a vysokým nákladům firma Pfizer tento produkt po roce prodeje v říjnu roku 2007 stáhla z trhu.

## Výhody
Hlavní výhodou inhalačního inzulinu je, že jeho inhalací se lze vyhnout injekčnímu podkožnímu píchání bolusových dávek inzulinu. Bazální dávku inzulinu však nelze inhalací inzulinu zajistit, protože inzulin se z plic vstřebává velmi rychle (rychleji než z podkoží) a nebyl nalezen způsob, jakým vstřebávání inhalačního inzulinu zpomalit pro bazální dávky. Tudíž i při inhalaci inzulinu diabetik I. typu musí subkutánně aplikovat bazální dávku inzulinu inzulinovými pery (2 dávky „dlouhých“ inzulinů nebo 1 dávka „dlouhého“ inzulinového analoga denně).

## Nevýhody
Mezi nevýhody inhalačního inzulinu patří vysoké náklady na léčbu, téměř žádná distribuce v ČR, nutnost dávkování velkých dávek inzulinu a nehrazení léčby českými pojišťovnami. Kdybychom pominuli finanční nevýhody, diabetik navíc musí splňovat určitá kritéria: být nekuřák, nesmí trpět astmatem a jinými respiračními chorobami a musí být starší 18 let. Inhalování inzulinu snižuje kapacitu plic, může způsobovat změny v plicní tkáni (inzulin je totiž stimulátor růstu) a teoreticky i rakovinu plic. Také neodhadnutí dávky inzulinu a vysoká rychlost jeho vstřebávání může způsobovat časté hypoglykemie. Rovněž není možné využít jemného dávkování inzulinu po jednotkách (IU), jako je tomu u inzulinových per a pump.

## Využití
Inhalační inzulin by mohl pomoci diabetikům I. typu, kteří mají nepřekonatelný psychický odpor vůči jehlám a kterým se špatně vstřebává inzulin z podkoží. Pro diabetiky II. typu by výhody z tohoto druhu aplikace plynula zřejmě jen tehdy, pokud by diabetik II. typu nepotřeboval aplikovat bazální dávku. Nevýhody inhalačního inzulinu spíše převažují nad výhodami, a tudíž inhalace nepřináší v současnosti revoluční léčbu DM I. typu. Revolučnost inhalačního inzulinu spočívá v tom, že v historii to je druhý možný způsob podávání inzulinu (1. způsob: podkožní aplikace inzulinu injekcemi od roku 1921).